# Église de l'Exaltation-de-la-Sainte-Croix de Dnipro
Pour les articles homonymes, voir Église de la Sainte-Croix.
L'église de l'Exaltation-de-la-Sainte-Croix (en ukrainien : Хрестовоздвиженський храм, en russe : Крестовоздвиженский храм) est une église orthodoxe de la ville de Dnipro, en Ukraine. C'est un des plus vieux temples de la ville et un monument historique d'importance locale (décision du conseil municipal no 19/26 du 21 janvier 2002).

## Histoire
L'histoire de l'église remonte au 10 mai 1803 avec la publication d'une charte relative à sa construction. La même année, le 26 juillet, l'archiprêtre Ioann Stanislavski consacre le lieu dans le village de Dievka et une croix y est érigée. La consécration de l'église a lieu en 1817.
Le clocher est érigé de 1900 à 1903 dans un style néo-russe dans ce qui est alors la ville d'Ekaterinoslav.
En vue de célébrer le bicentenaire de l'église en 2017, celle-ci est restaurée entièrement.